# Miguel Colmenero Menéndez de Luarca
Miguel Colmenero Menéndez de Luarca (Madrid, 13 d'abril de 1951) és un jurista espanyol, actual magistrat de la Sala Penal del Tribunal Suprem d'Espanya.

## Trajectòria

### Fiscal
Va fer la carrera fiscal, servint a les províncies de Guipúscoa, Cadis, Sevilla i Segòvia abans d'exercir -entre 1998 i 2002- com a fiscal de l'alt tribunal. De perfil molt conservador, va exercir com a president de la conservadora Asociación de Fiscales.
Des de l'Associació de Fiscal fou crític amb la forma d'actuar de l'Executiu a l'hora de resoldre la crisi de l'Audiència Nacional amb el nomenament d'Eduardo Fungairiño com a cap davant aquest tribunal. Va denunciar l'intent del Govern de José María Aznar d'instrumentalitzar el ministeri públic en benefici de "els seus interessos particulars". El va acusar d'actuar amb poc respecte "davant les inquietuds mostrades per les diferents associacions fiscals i judicials. Va criticar que la denúncia de la Unió Progressista de Fiscals es presentés a Brussel·les, davant Parlament i la Comissió Europea, ja que segons ell s'hauria d'haver resolt a Espanya, tot i que la seva associació va recolzar-ho.
També va criticar el fet que Felipe González volgués defensar Barrionuevo i Vera perquè "no contribueix a normalitzar la situació" creada després de la sentència del cas Marey, i es va oposar a qualsevol mesura que suposés una impunitat expressa o encoberta d'Augusto Pinochet.

### Magistrat del Suprem
El 2002, sent ministre de justícia Ángel Acebes, es va incorporar al Tribunal Suprem, al qual va accedir pel torn reservat a juristes de reconegut prestigi.
Posteriorment, va competir amb el jutge Manuel Marchena per presidir la Sala Penal de l'Alt Tribunal, on va tenir el recolzament d'Enrique Lucas, vocal del Poder Judicial a proposta del PNV. Finalment, Marchena ocuparia el càrrec.
Com a magistrat del Suprem, va formar part del tribunal que va condemnar a Baltasar Garzón i ha estat ponent del cas dels ERO d'Andalusia.
El 2017, el seu nom va sonar entre els candidats a ocupar la plaça de Fiscal General de l'Estat Espanyol després de la mort de José Manuel Maza.
El gener del 2018 fou un dels tres magistrats que ratificà la presó preventiva per Oriol Junqueras, argumentant un "risc rellevant" de reiteració delictiva perquè "no té la intenció d'abandonar" la via seguida fins ara".

## Publicacions
- Delitos contra el patrimonio. 2007.[13]